# Cas13
Cas13 (von CRISPR-associated) sind eine Klasse von Endonukleasen und somit Proteine, die als Ribonukleoproteine in der adaptiven Immunabwehr von Prokaryoten vorkommen. Sie finden molekularbiologische Anwendung bei der spezifischen Modifikation und Detektion von RNA und als antivirales Therapeutikum.

## Eigenschaften
Cas13 gehört zu den Cas-Proteinen der Klasse 2 Typ VI, welche eine zentrale Rolle in der adaptiven Immunabwehr von Prokaryoten gegenüber Phagen spielen. Initial entdeckt in 2017 sind bislang vier Subtypen bekannt. Cas13a (vormals C2c2), Cas13b, Cas13c, und Cas13d. Beim Subtyp Cas13b werden zudem die Varianten Cas13b1 und Cas13b1 unterschieden. Durch Inkorporierung spezifischer RNA-Moleküle, genannt CRISPR-RNA (crRNA), entsteht der Cas13-Effektorkomplex, der komplementäre Abschnitte der Phagen-RNA bindet und schneidet. Es handelt sich bei Cas13 folglich um RNA-vermittelte-RNA-bindende Nukleasen. Die Spezifität entsteht durch eine 28–30 Nukleotide lange Sequenz innerhalb der crRNA, die als Spacer bezeichnet wird. Im Gegensatz zu Cas-Proteinen des Typs II (wie zum Beispiel Cas9), die ausschließlich Doppelstrang-DNA schneiden, benötigen sie keine Trans-activating crRNA (tracrRNA). Die spezifische Bindung des Effektorkomplexes an die Zielsequenz führt bei einigen Cas13-Vertretern (zum Beispiel Cas13a) in Bakterien und in vitro zur Aktivierung einer unspezifischen Ribonuklease Aktivität. Während DNA-bindende Cas-Proteine zur Bindung stets auf ein Protospacer Adjacent Motif (PAM) angewiesen sind, benötigen einige Cas13-Proteine eine Protospacer Flanking Site (PFS) anstatt eines PAM. Diese PFS besteht bei Cas13a von Leptotrichia shahii aus einem beliebigen Nukleotid außer Guanosin. Es wurde jedoch gezeigt, dass Cas13-Proteine anderer Spezies keine PFS zur Bindung benötigen.

## Anwendung
Die Fähigkeit von Cas13-Proteinen, gezielt RNA-Sequenzen zu binden und zu schneiden, findet molekularbiologisch vielfältig Einsatz bei der Detektion von Viren und der Modifikation eukaryotischer mRNA. Sie werden zudem experimentell als antivirales Therapeutikum genutzt.

### Detektion von Viren
Cas13-Proteine können eingesetzt werden, um Viren auf Nukleinsäure-Niveau im attomolaren Bereich zu detektieren. Das hierzu entwickelte System heißt SHERLOCK als Akronym für „Specific High-sensitivity Enzymatic Reporter unLOCKing“. Das System wurde kürzlich adaptiert, um das SARS-CoV-2 in Patientenproben zu detektieren. Das System wurde STOPCovid genannt (SHERLOCK Testing in One Pot) und arbeitet mit Cas12b.

### Therapeutische Anwendung
Das CRISPR-Cas13-System zeigt in vitro zudem Potenzial als antivirales Therapeutikum. In einer ersten Studie konnte in mit SARS-CoV-2 infizierten humanen Zellen die Virus-RNA als auch die entsprechend transkribierte mRNA erfolgreich durch Cas13 degradiert werden. Verwendet wurde hierfür Cas13d aus Ruminococcus flavefaciens, da diese Variante eine besonders hohe Aktivität in humanen Zellen aufweist. Die Technologie wird von den Erfindern als „PAC-MAN“ bezeichnet (Prophylactic Antiviral CRISPR in huMAN cells). Mit der gleichen Strategie konnten zudem humane Zellen, die mit dem Influenza-A-Virus Typ H1N1 infiziert waren, erfolgreich behandelt werden. Ein Vorteil der Technologie ist, dass ein zukünftiges Nachfolgesystem möglicherweise schnell an neuartige Viren angepasst und präventiv eingesetzt werden könnte. Ebenfalls im März 2020 veröffentlichte ein anderes Forscherteam eine Open-source-Plattform für das Design von Cas13d-RNA-Zielsequenzen sowie optimierte Cas13-gRNAs für alle Protein-Vorlagen im menschlichen Genom.

### RNA-Modifikation in Eukaryoten
Cas13a aus Leptotrichia wadei (LwaCas13a; vormals C2c2) wurde in Säuger- und Pflanzenzellen zur Inhibition der Genexpression durch Knock-down eingesetzt. In der gleichen Studie wurde eine katalytisch inaktive „Dead“-Version von Cas13a (dCas13a) zudem zur Detektion von mRNA in lebenden Zellen verwendet. Durch Fusion von dCas13a mit der Adenosin-Desaminase-Domäne von ADAR2 konnten zudem in einer anderen Studie Nukleotide der mRNA von Säugerzellen gezielt modifiziert werden. In weiteren Studien wurde gezeigt, dass bestimmte Orthologe von Cas13b und Cas13d eine höhere Aktivität in Säugerzellen aufweisen (PspCas13b aus Prevotella sp. P5-125 und RfxCas13d aus Ruminococcus flavefaciens). Die relativ zu anderen Cas13-Vertretern geringe Proteingröße von Cas13d erlaubt zudem die Verwendung in Adeno-assoziierten viralen Vektoren. Cas13d wurde zudem in vivo zum Gen-Knock-down in Embryonen verschiedener Modellorganismen, wie Maus und Zebrabärbling, eingesetzt.